# ゼブラ軍団
『ゼブラ軍団』（ゼブラぐんだん、原題：Zebra Force）は、1976年のアメリカ映画。

## ストーリー
デトロイトを牛耳るマフィアのボスサルバトーレの息子ガスが取り仕切るロスのカジノに突如黒人集団が襲撃してきた。集団はガスとその部下を射殺し、カジノの売上金を奪って逃走した。その後黒人集団がアジトに戻り、マスクを取ると白人が現れた。集団は黒人に化け自分たちに容疑がかからないようにしていた。その集団を率いるのはベトナム戦争で地雷により、片腕と声帯を失い顔にやけどを負ったジョンソン中尉だった。しかも集団の面々は、ベトナム戦争時代にジョンソンが指揮官を務めていた精鋭部隊「ゼブラ軍団」のメンバーであった。
サルバトーレは息子の敵を討つために右腕のカーマインを二人の名うての殺し屋ジャック・グルーピーとトーマス・フォーマンと共にロスの元締チャーリーのもとに送り、襲撃した集団を探し出そうとするが集団はその後もマフィアの運営する店を襲っていく。

## キャスト
| 役名                  | 俳優                                       | 日本語吹替                         | 日本語吹替                                                                |
| 役名                  | 俳優                                       | TBS版                              | DVD版                                                                     |
| --------------------- | ------------------------------------------ | ---------------------------------- | ------------------------------------------------------------------------- |
| ジョンソン中尉 ジョン | グレン・R・ワイルダー ティモシー・ブラウン | 大塚周夫                           | 大塚周夫                                                                  |
| カーマイン・ロンゴ    | マイク・レイン                             | 仲木隆司                           | 仲木隆司                                                                  |
| チャーリー            | リチャード・X・スラトリー                  |                                    | 小山武宏                                                                  |
| クレイモア警部        | クレイ・タナー                             |                                    | 幹本雄之                                                                  |
| サルバトーレ          | アンソニー・カルーソ                       |                                    | 玉野井直樹                                                                |
| ジョー・スタンギン    | スタッフォード・モーガン                   |                                    | 中田隼人                                                                  |
| アール・ラビントン    | ロックニ・ターキントン                     |                                    | 長島真祐                                                                  |
| その他声の出演        | その他声の出演                             |                                    | 鈴木佑治 小林かつのり 古宮吾一 安達貴英 岩崎了 久保智史 大東あき 中原日菜 |
| 日本語版制作スタッフ  |                                            |                                    |                                                                           |
| 演出                  | 演出                                       | 春日正伸                           | 春日一伸                                                                  |
| 翻訳                  | 翻訳                                       | 宇津木道子                         | 宇津木道子                                                                |
| 制作                  | 制作                                       |                                    | プロセンスタジオ                                                          |
| 初回放送              | 初回放送                                   | 1979年6月25日 『月曜ロードショー』 | 2011年発売                                                                |

## スタッフ
- 監督・脚本・原案：ジョー・トルナトーレ
- 製作：ジョー・トルナトーレ、ラリー・プライス
- 撮影：ロバート・マクスウェル
- 音楽：チャールズ・アルデン
- 特殊メイク：リック・ベイカー
- 編集：レン・レイノルズ